# Nils Björklöf
Nils Torolf Björklöf, född 13 april 1921 i Ingå, död 16 september 1987 i Stockholm i Sverige, var en finländsk kanotist och tvåfaldig olympisk bronsmedaljör.

## Karriär
Vid olympiska sommarspelen 1948 i London tog Björklöf två brons tillsammans med Ture Axelsson i K-2 1000 meter och K-2 10000 meter. Därefter tog Björklöf och Axelsson guld tillsammans i K-2 500 meter vid VM 1948 i London.